# Union des Francophones
De Union des Francophones (UF, Unie van Franstaligen) is een Franstalige eenheidslijst die deelneemt aan de regionale (Vlaamse), provinciale en gemeentelijke verkiezingen in de provincie Vlaams-Brabant. Ze richt zich vooral op Franstaligen die in de Vlaamse Rand rond Brussel wonen. Deze lijst is een samenwerking van de voornaamste Franstalige partijen: Mouvement Réformateur (MR), Démocrate Fédéraliste Indépendant (Défi, voormalig FDF), Centre démocrate humaniste (cdH) en de Parti Socialiste (PS).
Het hoofddoel van de partij is de rechten van de Franstaligen te verdedigen, te laten respecteren en te promoten, zowel op het lokale, provinciale als regionale niveau.
De partij heeft twee zetels in de provincieraad van Vlaams-Brabant. Er zijn twee Franstalige burgemeesters in Vlaanderen: Pierre Rolin van het cdH in Sint-Genesius-Rode en Frédéric Petit van de MR in Wezembeek-Oppem.

## Vlaams Parlement
Sinds de invoering van de rechtstreekse verkiezingen in 1995 haalde de partij met Christian Van Eyken (FDF) telkens één zetel in het Vlaams Parlement. In 2019 haalde de partij de kiesdrempel niet langer en verloor zijn zetel, in 2024 verloor het UF nog eens 30 procent van de in 2019 behaalde stemmen.
|                                 | 1995   | 1999   | 2004   | 2009   | 2014   | 2019   | 2024   |
| ------------------------------- | ------ | ------ | ------ | ------ | ------ | ------ | ------ |
| Aantal stemmen                  | 44.053 | 36.683 | 43.391 | 47.319 | 34.741 | 28.804 | 20.452 |
| T.o.v. kieskring Vlaams-Brabant | 6,96%  | 5,64%  | 6,52%  | 7,00%  | 5,01%  | 4,10%  | 2,82%  |
| T.o.v. heel Vlaanderen          | 1,17%  | 0,93%  | 1,07%  | 1,15%  | 0,83%  | 0,68%  | 0,47%  |

## Provincieraad Vlaams-Brabant
In 1994 vonden de eerste verkiezingen voor Vlaams-Brabant plaats, de provincie Brabant werd toen immers gesplitst in Vlaams- en Waals-Brabant (en Brussel).
Na de verkiezingen van 2012 daalt het aantal zetels in de provincieraad van 84 naar 72. Hierbij behaalde de UF vijf zetels: drie voor de MR, twee voor het FDF.

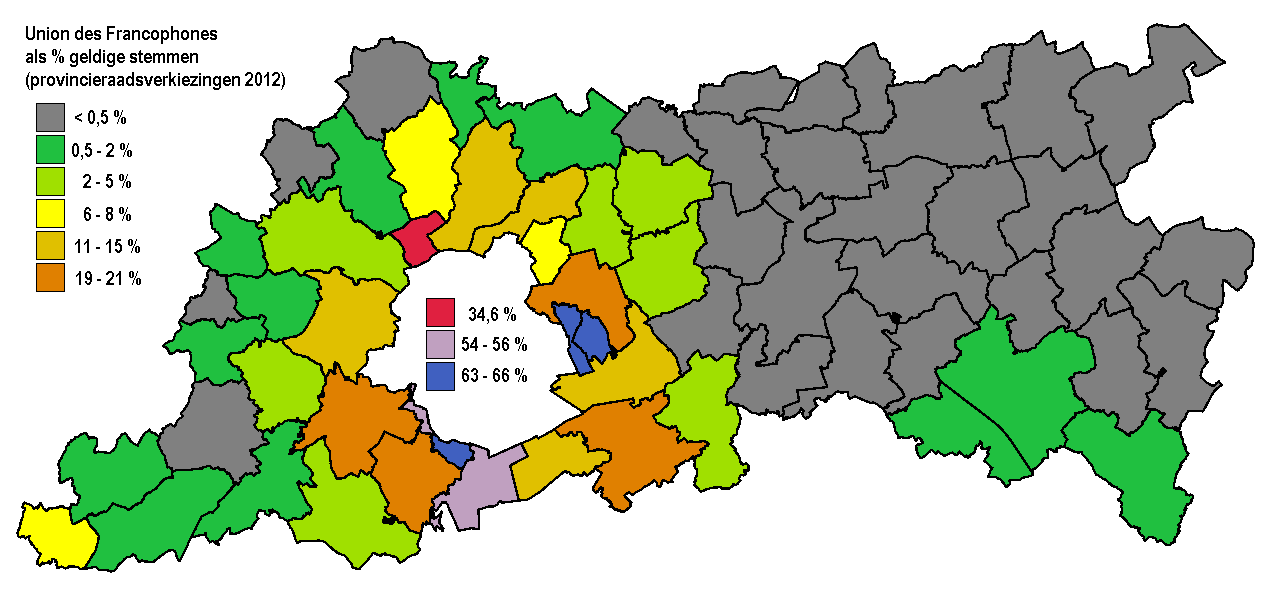
Kaart van Vlaams-Brabant met per gemeente het percentage stemmen voor de lijst Union de Francophones bij de verkiezingen voor de provincieraad in 2012. Bij gebrek aan talentelling kan het gezien worden als een graadmeter voor het aantal Franstaligen.

Na de verkiezingen van 2018 daalt het aantal zetels in de provincieraad van 72 naar 36 en blijven er nog slechts 2 kieskringen over, Halle-Vilvoorde en Leuven. De UF scoort bij deze verkiezingen 38.115 stemmen (5,41%), een verlies van meer dan 10.000 stemmen ten opzichte van 2012, en sleept nog 2 zetels in de wacht. In 2024 steeg het percentage stemmen voor de UF, mede doordat er in Vlaanderen geen verplichte opkomstplicht was voor de verkiezingen, maar in Brussel en Wallonië nog wel. Doordat de Franstalige in Vlaanderen eerder Franstalige media volgden, was niet iedereen op de hoogte van de afschaffing van de opkomstplicht. Franstaligen trokken vermoedelijk in een hoger percentage naar het stembureau. 
| Provinciale verkiezingen | 1994    | 1994   | 1994   | 2000    | 2000   | 2000   | 2006    | 2006   | 2006   | 2012    | 2012   | 2012   | 2018    | 2018  | 2018   | 2024    | 2024  | 2024   |
| Kieskring                | Stemmen | %      | Zetels | Stemmen | %      | Zetels | Stemmen | %      | Zetels | Stemmen | %      | Zetels | Stemmen | %     | Zetels | Stemmen | %     | Zetels |
| ------------------------ | ------- | ------ | ------ | ------- | ------ | ------ | ------- | ------ | ------ | ------- | ------ | ------ | ------- | ----- | ------ | ------- | ----- | ------ |
| Halle                    | 16.704  | 9,07%  | 2      | 18.393  | 9,49%  | 2      | 22.895  | 11,44% | 3      | 20.659  | 10,04% | 2      | 35.640  | 9,47% | 2      | 29.091  | 10,6% | 2      |
| Vilvoorde                | 24.640  | 15,61% | 3      | 24.898  | 15,11% | 4      | 27.666  | 16,24% | 3      | 25.350  | 14,80% | 3      | 35.640  | 9,47% | 2      | 29.091  | 10,6% | 2      |
| Leuven                   | 2.848   | 2,56%  | 0      | 2.365   | 2,05%  | 0      | 3.048   | 2,57%  | 0      | 2.319   | 2,00%  | 0      | 2.491   | 0,76% | 0      | 2.337   | 1,00% | 0      |
| Tienen                   | 631     | 0,94%  | 0      | 182     | 0,26%  | 0      | 467     | 0,65%  | 0      | 268     | 0,04%  | 0      | 2.491   | 0,76% | 0      | 2.337   | 1,00% | 0      |
| Diest                    | 315     | 0,27%  | 0      | 268     | 0,22%  | 0      | 657     | 0,51%  | 0      | 324     | 0,30%  | 0      | 2.491   | 0,76% | 0      | 2.337   | 1,00% | 0      |
| Totaal Vlaams-Brabant    | 45.138  | 7,11%  | 5      | 46.106  | 6,91%  | 6      | 54.733  | 7,95%  | 6      | 48.920  | 7,10%  | 5      | 38.131  | 5,41% | 2      | 31.428  | 6%    | 2      |

## Franstalige lijsten voor de gemeenteraadsverkiezingen in Vlaams-Brabant
Plaatselijke lijsten van Franstaligen nemen in Vlaams-Brabant aan gemeenteraadsverkiezingen deel, het gaat meestal over kartellijsten waarvan de politieke samenstelling van de ene tot de andere gemeente verschilt. In sommige gemeenten zijn er tweetalige lijsten ingediend.
Sommige PS-afdelingen in de randgemeenten (zonder of mét faciliteiten), die nog na de splitsing van de unitaire BSP-PSB probeerden gemeenschappelijke lijsten met de SP voor te stellen, bijvoorbeeld in 1994 in Sint-Pieters-Leeuw, zijn tegenwoordig gewonnen voor het UF-model.
In 1997 weigerde het Brusselse gewestelijke secretariaat van Ecolo nog de oprichting van een Ecolo-afdeling in Sint-Genesius-Rode, wegens de politiek van "niet-concurrentie" met Agalev, ondanks de aanvraag tot erkenning van een plaatselijke groep, samengesteld uit onder anderen Franse onderdanen (voormalige leden van de Belgische afdeling van de Franse PS).
(met jaar van deelname aan de verkiezingen)
- Beersel: als UF in 2000, 2006, als UB in 2012 en als union francophone in 2018
- Dilbeek: als Union in 1988, 1994 en als UF in 2000, 2006, 2012, 2018
- Drogenbos: als UF in 2006, 2012, 2018
- Grimbergen: als UF in 1994, 2000, 2006, 2012, 2018
- Halle: als UF in 2012, 2018
- Hoeilaart: als Union in 1988, 1994, 2000, zowel als Union en UF in 2006 en als UF in 2012
- Kraainem: als Union in 2000, 2006, 2012, als Défi-MR-Ind. in 2018
- Meise: als Union in 1994, 2000 en niet in 2006, 2012
- Overijse: als Union in 1988, 1994, 2000, als UF in 2006, als Plus in 2012, als Overijse Plus in 2018
- Sint-Pieters-Leeuw: als PF in 1988, 1994, 2000, 2006, 2012, 2018
- Tervuren: als Union in 1994, 2000, 2006 en als Tervuren unie in 2012, 2018
- Vilvoorde: als UF in 2012, 2018
- Wemmel: zowel als UF (FDF) en LB (kartel van MR, cdH, PS en Ecolo) in 2012, in 2018 waren er LB en Intérêts Communaux
- Wezembeek-Oppem: als UF in 1994, als LB-UF in 2000 en als LB-Union in 2006, 2012, 2018
- Zaventem: als Parti Francophone in 1976, 1982, 1988 en als UF in 1994, 2000, 2006, 2012, 2018

Aantal stemmen, het percentage en het aantal zetels in de gemeenteraad:
| Gemeenteraadsverkiezingen                                   | 2000    | 2000   | 2000   | 2006    | 2006   | 2006   | 2012    | 2012   | 2012   | 2018    | 2018   | 2018   | 2024    | 2024  | 2024   |
| Gemeente                                                    | Stemmen | %      | Zetels | Stemmen | %      | Zetels | Stemmen | %      | Zetels | Stemmen | %      | Zetels | Stemmen | %     | Zetels |
| ----------------------------------------------------------- | ------- | ------ | ------ | ------- | ------ | ------ | ------- | ------ | ------ | ------- | ------ | ------ | ------- | ----- | ------ |
| Beersel (als UF, UB en union francophone)                   | 2.776   | 18,59% | 6      | 3.116   | 19,99% | 5      | 2.089   | 13,90% | 4      | 2.529   | 16,36% | 5      | -       | -     | -      |
| Dilbeek (als UF en Union Francophone)                       | 3.698   | 14,27% | 5      | 3.990   | 14,79% | 4      | 3.142   | 12,00% | 4      | 2.781   | 10,39% | 3      | 1.266   | 7%    | 2      |
| Drogenbos (als UF en Union Francophone)                     | -       | -      | -      | 1.185   | 41,40% | 6      | 946     | 36,50% | 6      | 773     | 28,39% | 5      | 349     | 16,8% | 2      |
| Grimbergen (als UF en U.F. - RENOUVEAU)                     | 2.836   | 12,82% | 4      | 2.991   | 13,10% | 4      | 2.455   | 10,90% | 3      | 1.471   | 6,48%  | 1      | 535     | 3,5%  | 0      |
| Halle (als UF)                                              | -       | -      | -      | -       | -      | -      | 1.060   | 4,46%  | 1      | 641     | 2,58%  | 0      | -       | -     | -      |
| Hoeilaart (als Union en UF)                                 | 585     | 9,91%  | 1      | 567     | 9,30%  | 1      | 558     | 9,00%  | 1      | -       | -      | -      | -       | -     | -      |
| Kraainem (als Union en Défi-MR-Ind.)                        | 3.403   | 50,69% | 12     | 5.385   | 76,40% | 18     | 4.288   | 62,80% | 16     | 2.967   | 43,79% | 11     | 1.935   | 37,8% | 9      |
| Meise (als Union)                                           | 728     | 5,85%  | 0      | -       | -      | -      | -       | -      | -      | -       | -      | -      | -       | -     | -      |
| Overijse (als Union, UF, Plus en Overijse Plus)             | 3.700   | 27,65% | 9      | 1.780   | 12,68% | 3      | 3.319   | 24,30% | 7      | 2.980   | 20,89% | 6      | -       | -     | -      |
| Sint-Pieters-Leeuw (als PF en PF+)                          | 3.264   | 17,27% | 5      | 4.186   | 21,21% | 7      | 4.215   | 22,10% | 8      | 3.620   | 18,83% | 7      | 1.801   | 13,6% | 4      |
| Tervuren (als Union en Tervuren unie)                       | 1.819   | 16,81% | 4      | 2.347   | 20,70% | 6      | 1.948   | 17,00% | 4      | 1.878   | 15,51% | 4      | 1.493   | 15,7% | 4      |
| Vilvoorde (als UF)                                          | -       | -      | -      | -       | -      | -      | 2.432   | 10,71% | 3      | 1.903   | 7,78%  | 2      | -       | -     | -      |
| Wemmel (als UF)                                             | -       | -      | -      | -       | -      | -      | 801     | 8,89%  | 1      | -       | -      | -      | -       | -     | -      |
| Wezembeek-Oppem (als LB-UF, LB-Union en LB Wezembeek-Oppem) | 4.275   | 57,81% | 16     | 5.855   | 75,97% | 18     | 5.804   | 77,70% | 19     | 5.623   | 76,69% | 18     | 2.655   | 43,6% | 10     |
| Zaventem (als UF en Union Francophone)                      | 2.546   | 16,11% | 5      | 3.295   | 19,73% | 6      | 3.420   | 20,00% | 7      | 3.386   | 19,29% | 6      | 2.031   | 16,4% | 6      |

1. ↑  In 2024 kwam MR (1.177; 10,1%; 2 zetels) op met een eigen lijst
2. ↑  In 2006 was er ook de lijst Union (427; 7,0%; geen zetel)
3. ↑  In 2000 was er ook de lijst LBM (1847; 27,51%; 6 zetels)
4. ↑  In 2006 was er ook de lijst CDoV-Blauw-Plus (3047; 21,71%; 6 zetels)
5. ↑  Enkele leden van Overijse Plus uit 2018 stonden in 2024 op de lijst Overijse Plus
6. ↑  Kwam op in samenwerking met Volt
7. ↑  In 2024 kwam MR (761; 4,6%; 1 zetel) op met een eigen lijst
8. ↑  In 2012 was er ook de lijst LB (3.983; 44,2%, 12 zetels)
9. ↑  In 2018 waren er ook LB (4.238; 47,25%; 12 zetels) en Intérêts Communaux (2.280; 25,42%; 6 zetels)
10. ↑  In 2024 waren er ook LB Wemmel (2.598; 43%; 11 zetels) en Intérêts Communaux - Gemeentebelangen (1.736; 28,7%; 7 zetels)